# Список побочных шоу бренда Critical Role
Почти сразу с начала трансляции на канале Geek & Sundry шоу Critical Role стало одним из популярных НРИ-шоу, а затем и самых популярных стримов на платформе Twitch. Это сподвигло компанию Legendary Digital Network, подразделение Legendary Entertainment, развивать бренд в том числе и посредством побочных шоу. 
Когда в 2018 году каст CR открыл свой собственный канал на Twitch и YouTube и в 2019 году окончательно отделился от платформы Geek & Sundry и Alpha, они продолжили работу в этом направлении, чтобы наполнить сетку вещания контентом производства компании Critical Role Productions, не связанным только с ролевыми играми.
Большинство программ из списка изначально показывались на Twitch и через 48 часов загружались на YouTube, отдельные — сразу оказывались на YouTube. С 2024 года Critical Role стали параллельно стримить весь контент на Twitch и YouTube, а также выкладывать шоу на собственной платформе Beacon.
В июле 2023 года после скандала с подачей Эшли Джонсон заявления на запретительный приказ в отношении Брайана Фостера шоу, которые он вёл (Talks Machina, Between the Sheets), а также отдельные выпуски других шоу с его участием изъяли из публичного доступа.

## Обзор побочных шоу

### Talks Machina
Ведущий: Брайан У. Фостер
Годы вещания: 2016–2021
«Шоу после шоу», в котором Брайан У. Фостер — музыкант, поэт и на тот момент бойфренд участницы Critical Role Эшли Джонсон — обсуждал предыдущий эпизод CR с несколькими приглашёнными участниками каста и гостями шоу, задавая им вопросы, заранее присланные фанатами и разыгрывая призы за лучший фанарт и гифку недели (впоследствии — за лучший фанарт и косплей недели) от спонсоров шоу. 
TM был одним из первых проектов, который Legendary Digital Network выпустила на созданной ими платформе Alpha. Только на Alpha транслировался 15-минутный сегмент Talks Machina: After Dark, где давались ответы на вопросы из чата платформы. 
Во время пандемии COVID-19 шоу уходило на перерыв и вернулось только в сентябре 2020 года в «удалённом» режиме — ведущий и гости общались в Zoom, и Talks Machina стала выходить уже раз в две недели в предзаписанном формате; из-за этого вопросы фанатов для гостей уже больше не принимались.
Последний выпуск шоу вышел незадолго до окончания второй кампании, после 139 эпизода. После мая 2021 года Фостер перестал участвовать в проектах Critical Role, и после объявления в августе 2021 года о том, что он уходит из компании ради «иных творческих начинаний», Talks Machina закрыли.

### Critical Recap
Ведущая: Дэни Карр
Годы вещания: 2018–2019
Краткие (до 10 минут) видеопересказы событий предыдущей серии второй кампании, которые показывались в рамках 15-минутного интро перед трансляцией серии на Twitch. После 88 эпизода пересказы перешли в письменный формат.

### Handbooker Helper
Ведущие: каст Critical Role и приглашённые гости
Годы вещания: 2018–2019
Справочник, в доступной форме передающий содержание основных разделов Книги игрока пятой редакции Dungeons & Dragons, посвящённых процессу игры и созданию персонажа. Название обыгрывает имя бренда готовой еды Hamburger Helper.
В Twitch-версии трансляции мини-кампании UnDeadwood был показан выпуск, объясняющий правила игры Savage Worlds. В рамках версии серий для YouTube и как отдельное видео он так и не был выпущен.
Перед ваншотом Cinderbrush: A Monsterhearts Story был выпущен специальный эпизод, посвящённый правилам этой игры.

### Between the Sheets
Ведущий: Брайан У. Фостер
Годы вещания: 2018–2019
Серия интервью, формат которых вдохновлён шоу Speakeasy на Youtube-канале Made Men. Брайан вместе с гостем пьёт их любимый коктейль (его рецепт приводится в конце выпуска) и обсуждает самые разнообразные моменты из биографии гостя и их взгляды на жизнь.
Название проекта — остроумная игра слов: с одной стороны, буквальный перевод названия, «Между простынями», намекает на то, что разговор будет предельно откровенным; с другой, это ещё и название коктейля; и в-третьих, sheets можно перевести ещё и как «листы» (персонажа), и это намёк на то, что будет затронута и тема настольных ролевых игр.
Шоу фокусировалось на интервью с «рассказчиками»: в первом сезоне гостями были участники основного каста Critical Role (за исключением Эшли Джонсон, которая не смогла записать интервью в тот момент из-за расписания). 
Во втором приняли участие рэпер Logic, оператор-постановщик Куен Тран (которая также приходится супругой Ригелу), актёр (и впоследствии ведущий Mini Primetime) Уилл Фридел, актриса и певица Мэри Элизабет МакГлинн, геймдизайнер и известный ДМ Кристофер Пёркинс, автор и продюсер НД Стивенсон, актриса Эшли Бёрч (последние пятеро были гостями кампаний CR). Также в рамках этого сезона был показан эпизод с Эшли.
В рамках третьего сезона были показаны интервью с Амандой Палмер и Фелицией Дэй, затем шоу ушло на перерыв в сентябре 2019 года, из которого так и не вернулось из-за пандемии и ухода Фостера из компании.

### All Work No Play
Ведущие: Лиам О'Брайен и Сэм Ригел
Годы вещания: 2018–2020
Видеопродолжение подкаста, который О'Брайен и Ригел запустили ещё в 2012 году и с которого отчасти и началась история самого Critical Role. В каждом выпуске актёры озвучки пробуют новые занятия, чтобы разнообразить рутину — например, учатся крутить огненные пои, с помощью сложного грима перевоплощаются в монстров, обучаются фокусам.
В обычном формате шоу выходило два сезона, затем с наступлением пандемии была записана серия выпусков под названием AWNP: Unplugged, где ведущие и гости (каст Critical Role) рассказывали, чем они занимаются во время пандемии. Специальный выпуск с гостем второй кампании Хари Пейтоном, записанный после протестов после убийства Джорджа Флойда, был в том числе посвящён проблеме расизма.

### #EverythingIsContent
Ведущие: каст Critical Role
Годы вещания: 2018–2025
Ниша для стримов без конкретной общей тематики: это шоу используется или как «тестовый полигон» для новых форматов (Pub Draw и MAME Drop сначала вышли именно в его рамках), или как место для спонсорских летсплеев (каст, в частности, играл в Magic: The Gathering Arena, Two Point Hospital, Elder Scrolls Online: Blackwood и многие другие игры), или же как площадка для стримов, не укладывающихся в рамки других шоу (как, например, стрим в партнёрстве с NerdsVote, продвигающий важность голосования на выборах).

### MAME Drop
Ведущий: Талесин Джаффе
Годы вещания: 2019
Талесин и его гости играют на аркадном автомате, который собрали на одном из выпусков All Work No Play, в различные старые аркадные игры.
После 1 сезона шоу из-за низких просмотров было закрыто, чтобы «освободить ресурсы компании для других проектов».

### Pub Draw
Ведущие: Мариша Рэй и Бабс Тарр
Годы вещания: 2019
Мариша и художница Бабс Тарр вместе с гостями учат зрителей рисовать «с нуля» на примерах персонажей Critical Role. Шоу периодически выбирало лучшие работы «учеников» среди присланных и награждало победителей призами от Wacom.
Как и названия многих других шоу CR, Pub Draw обыгрывает устойчивое выражение, pub crawl — поход по нескольким барам за один вечер.
Бабс Тарр была выбрана ведущей шоу, поскольку каст давно состоял в поклонниках её работ.

### Travis Willingham's Yee-Haw Game Ranch
Ведущие: Трэвис Уиллингхэм и Брайан У. Фостер
Годы вещания: 2019–2020
Ещё до запуска передачи Critical Role в конце 2018 года провели благотворительную акцию совместно с организацией Operation Supply Drop, сбор, одной из целей которого был стрим Брайана и Трэвиса, играющих в Call of Duty, при достижении суммы в 25 тысяч долларов. Стрим был воспринят положительно, и в следующем году было запущено шоу, где Трэвис и Фостер играли во всевозможные кооперативные игры.
Каждый выпуск сопровождался сценкой (с участием перчаточных мягких игрушек, озвучиваемых кастом и съёмочной группой CR), в которой раскрывался «лор» — Избранный Трэвис и его бесполезный напарник Брайан должны спасти Геймвёрс от Великой войны видов и злобного кота Баст'Алара.
В одном из выпусков первого сезона Брайана и Трэвиса заменили Лора Бэйли и Эшли Джонсон. В 2020 году из-за пандемии некоторые выпуски вышли под названием Yee-Haw Off the Ranch, где вместо Трэвиса с Фостером играла живущая вместе с ним Эшли.

### Mini Primetime
Ведущий: Уилл Фридел
Годы вещания: 2019–2020
Вольное продолжение передачи с канала Geek & Sundry Painters' Guild, где Уилл только учился красить миниатюры. В новом же шоу он в амплуа безумного ведущего, похожего на ведущего Шоу Эрика Андре пробует с гостями продвинутые техники, приправляя их гэгами, пародиями на интервью и рекламой несуществующих брендов.

### Narrative Telephone
Ведущие: каст Critical Role и гости (со 2 сезона)
Годы вещания: 2020–2025
Часть «карантинного» вещания — интерпретация детской игры «Испорченный телефон». Один из участников на камеру рассказывает придуманную им историю, связанную со вселенной Critical Role. Следующий участник, которому он посылает свою запись, может посмотреть её только раз, а затем должен записать свой пересказ истории и послать видео следующему, и так далее, пока все участники не расскажут историю по одному разу. Затем все игроки вместе смотрят все версии изначальной истории по порядку. 

### Mighty Vibes
Ведущие: нет
Годы вещания: 2020–2021
Шоу в стиле канала Lofi Girl — подборка цикличных анимаций с персонажами Critical Role, транслируемых с lo-fi-плейлистом на фоне, перемежаемым специально озвученными кастом для выпуска репликами.

### Critter Hug
Ведущие: Мика Бёртон и Мэттью Мёрсер
Годы вещания: 2020–2021
Изначально шоу должно было выходить каждый месяц и сниматься на площадке Critical Role, но из-за пандемии после первого выпуска периодичность сменилась на раз в квартал и ведущие стали проводить передачу в Zoom.
Название отсылает к явлению, которое стало довольно частым с ростом популярности шоу — фанаты CR, криттеры, нередко обрушивали сайты, адреса которых в эфире упоминал каст, «задушив» их в своих «объятьях». Миссия Critter Hug — использовать многочисленность фандома во благо и привлекать внимание к недооценённым персоналиям, инициативам, проектам и локациям, так или иначе связанным с настольными играми.

### CR Guide
Ведущие: нет
Год вещания: 2020
Оформленная в стиле телегида из телевизионной приставки подборка неудачных дублей и смешных роликов, накопленных за время существования Critical Role.

### CritRecap Animated
Ведущая:  Дэни Карр
Годы вещания: 2020–2023
Краткий анимированный пересказ главных арок второй и третьей кампаний, нарисованный Offworld Studios (вторая кампания), Джоаной Джонен и Кристианом Брауном (третья кампания) и озвученный Дэни Карр и кастом шоу. Работа над пересказом третьей кампании была прекращена после выпуска первого эпизода из-за запуска шоу Critical Role Abridged.

### The Legend of Vox Machina Watch Parties
Ведущая:  Мика Бёртон
Годы вещания: 2022–2023
Стримы-совместные просмотры серий The Legend of Vox Machina с использованием специальной функции Twitch Watch Party. После каждой серии приглашённые гости — каст CR, другие актёры «Легенды» (Грей Делайл, Сунил Малхотра, Уилл Фридел, Робби Дэймонд, Трой Бейкер) и члены съёмочной группы (Брэндон Оман, Сон Джин Ан, Артур Лофтис, Алисия Чен, Янг Хеллер, Фил Бурасса) — обсуждают произошедшие в ней события и делятся закулисными подробностями создания сериала.
После упразднения опции Watch Party на Twitch Critical Role заменили шоу обычным выпуском-обсуждением закадровых деталей создания сериала.

### 4-Sided Dive
Ведущие: каст и гости Critical Role (меняются каждый выпуск)
Годы вещания: 2022–2024
Замена Talks Machina, новая версия «шоу после шоу», выходящая раз в месяц. В начале шоу броском костей из четырёх гостей выбирается Хранитель таверны — ведущий, который будет направлять разговор. Далее последовательно проходят четыре сегмента:
- What the fuck is up with that? («Что за дела?») — гости обсуждают прошедшие эпизоды в свободной форме.
- The Tower of Inquiry («Башня вопросов») — башня из игры Дженга, на каждой из блоков которых написана цифра вопроса из списка вопросов, присланных фанатами. Эти вопросы не относятся к конкретным эпизодам шоу. Гости вытягивают по одному из блоков, укладывают его на верхний уровень, следуя правилам «Дженги», и отвечают на соответствующий вопрос. Для гостя, уронившего башню в ходе своего хода, предусмотрены «серьёзные последствия»[17].
- The Deep Dive («Глубокое погружение») — гости достают из своих кружек вопросы о событиях серии, персонализированные для их персонажей, и отвечают на них.
- Игровой сегмент, где все гости играют в кооперативную игру.

На Хэллоуин в 2022 году вышла специальная, «страшная» версия 4-Sided Dive под названием 4-Frighted Dive.

### Midst
Рассказчики: Third Person
Годы вещания (оригинальные): 2020–2022
Годы вещания (на канале Critical Role): 2023–2024
В 2023 году Critical Role приобрели права на подкаст Midst от студии Third Person, до этого выпускавшийся на независимых платформах с 2020 по 2022 год. С марта 2023 года эпизоды подкаста, начиная с 1 сезона, начали перевыпускаться в том числе и в новом иллюстрированном видеоформате на YouTube-канале Critical Role.
Подкаст представляет собой полуимпровизированную историю, основанную на ролевой игре с собственной «системой» создателей и повествующую о трёх протагонистах — «своенравной преступнице» Ларк, «попадающем в неприятности культисте» Финеасе и «дьявольском мерзавце» Випе — чьи пути пересекаются на планете Мидст и за её пределами.

#### UNEND
Рассказчики: Third Person
Год вещания: 2024–2025
Аудиодрама во вселенной Midst. Десятилетия спустя после событий Midst и Moonward команда сверхъестественного корабля отправляется бороздить дальние уголки известного космоса. Но их путь полон опасностей, ведь им предстоит открыть тайны и исследовать пространства куда более странные, чем они могли себе представить.

### Critical Role Fireside Chat
Ведущие: каст и гости Critical Role (меняются каждый выпуск)
Годы вещания: 2024–2025
Эксклюзив платформы Beacon. 30–50 минутный чат с ответами гостя на вопросы подписчиков Beacon.

### Critical Role Cooldown
Годы вещания: 2024–2025
Эксклюзив платформы Beacon. Бонусный сегмент серий основных кампаний Critical Role с обсуждением кастом событий эпизода.

### Critical Role Abridged
Годы вещания: 2024–2025
Сокращённая версия эпизодов Critical Role с рисованными и анимационными вставками.

### Weird Kids
Годы вещания: 2025
Ведущие: Талесин Джаффе и Эшли Джонсон
Подкаст Эшли и Талесина об их странном детстве в качестве детей-актёров.